# Válság (film, 1946)
A Válság (eredeti cím: Kris) 1946-ban bemutatott svéd filmdráma Ingmar Bergman rendezésében.
A film Bergman első nagyjátékfilmje, a szintén általa jegyzett forgatókönyv Leck Fischer Moderhjertet című színművén alapszik.

## Történet
A történet egy fiatal lányról (Inga Landgré) szól, aki egy csendes kisvárosban éli mindennapjait nevelőanyjával. Egy napon enged a nagyváros csábításának, és Stockholmba megy, hogy az igazi édesanyjával éljen. A fővárosban viszont találkozik az emberi természet sötétebb oldalával.

## Fontosabb szereplők
| Színész          | Karakter     |
| ---------------- | ------------ |
| Inga Landgré     | Nelly        |
| Stig Olin        | Jack         |
| Marianne Löfgren | Jenny        |
| Allan Bohlin     | Ulf          |
| Ernst Eklund     | Edvard bácsi |
| Margaret Lindsay | Edith Harris |
| Svea Holst       | Malin        |
| Dagny Lind       | Ingeborg     |
| Signe Wirff      | Jessie néni  |
| Arne Lindblad    | Polgármester |

## Fordítás
- Ez a szócikk részben vagy egészben  a   Crisis (1946 film) című angol Wikipédia-szócikk fordításán alapul.  Az eredeti cikk szerkesztőit annak laptörténete sorolja fel. Ez a jelzés csupán a megfogalmazás eredetét és a szerzői jogokat jelzi, nem szolgál a cikkben szereplő információk forrásmegjelöléseként.